# District de Brickaville
 (mai 2020).
Si vous disposez d'ouvrages ou d'articles de référence ou si vous connaissez des sites web de qualité traitant du thème abordé ici, merci de compléter l'article en donnant les références utiles à sa vérifiabilité et en les liant à la section « Notes et références ».
Brickaville est un district malgache situé dans la région d'Atsinanana à l'est du pays, dans la province de Tamatave.
Le District de Brickaville recouvre une superficie de 5 385 km2 et représente le 24,8 % de la superficie de la Région Atsinanana.
Il compte 17 communes à dont : Vohibinany (Brickaville), Ambalarondra, Ambinaninony, Ambohimanana, Ampasimbe, Andekaleka, Andevoranto, Anivorano Est, Anjahamana, Fanasana, Fetraomby, Lohariandava, Mahatsara, Maroseranana, Ranomafana Est, Razanaka et Vohitanivona. Ces communes sont subdivisées en 180 fokontany.

## Géographie
À part des plaines littorales souvent couvertes des dunes, on observe des collines et montagnes très accidentées dans le district. Il est dominé dans sa partie Ouest et Nord Est par des hautes terres faisant des pentes remarquables vers le centre de la région.

### Sol et végétation
La plupart des parties du District de Brickaville sont dominées par le sol de type alluvionnaire très facile à fertiliser.
Du centre vers l’Ouest,  une succession de montagnes couverte des forêts assez importante et le Savoka laissant entre elles des étroites vallées favorables aux cultures vivrières et de café. C’est dans ces vallées que les paysans pratiquent essentiellement la culture de rente et d’autres cultures vivrières.
Du centre vers la limite Est, on constate aussi des successions des montagnes et des collines vêtues de Savanes avec domination des sols argileux.
Dans la région centrale, zone de basses terres et des plaines favorables aux cultures intensives.

### Environnement
La déforestation constitue un risque écologique important dans le district. Le district de Brickaville ne présente qu’une faible couverture végétale mais la plupart des forêts restante au niveau de chaque commune est protégée. Les versants sont couverts des savanes herbeuses tandis que les forêts galeries se trouvent le long des cours d’eau. Notons que des forêts d’Ankeniheny-Zahamena sont préservées par les populations riveraines en collaboration avec des organismes de financement (PlaCAZ).
Dans le district de Brickaville des grandes, surfaces forestières se trouvent  dans la CR d’Anjahamana telles que la R.S (Réserve Spéciale) de Mangerivola protégée par Madagascar National Parc (MNP) ainsi que les 08 forêts transférées  aux COBA (communautés de bases)  ou VOI (Vondron’olona Ifotony)en l’occurrence la GCF (Gestion Contractualisée des Forêts) appuyé par la Conservation International à Toamasina.
D’autres se trouve dans les CR de Maroseranana (actuellement conservé par le projet Ambatovy), d’Ambohimanana, de Fanasana, de Mahatsara et de Fetraomby. Les VOI des CR de Maroseranana, Ambohimanana, Fanasana et Fetraomby se sont organisés en « fédération de VOI » dont le siège se trouve à Fetraomby.

## Communes
Le district est constitué de dix-sept communes rurales et urbaines.
| Communes             | Population   | Superficie (km2) |
| -------------------- | ------------ | ---------------- |
| Ambalarondra         | ...          | 392              |
| Ambinaninony         | ...          | 644              |
| Ambohimanana         | ...          | 336              |
| Ampasimbe            | ...          | 171              |
| Andekaleka           | ...          | 118              |
| Andevoranto          | ...          | 325              |
| Anivorano Est        | ...          | 272              |
| Anjahamana           | ...          | 752              |
| Fanasana             | ...          | 175              |
| Fetraomby            | ...          | 331              |
| Lohariandava         | ...          | 291              |
| Mahatsara            | ...          | 525              |
| Maroseranana         | ...          | 357              |
| Ranomafana Est       | ...          | 175              |
| Razanaka             | ...          | 172              |
| Vohibinany Chef-lieu | 30 000       | 115              |
| Vohitranivona        | ...          | 234              |
| 17 communes          | 190 636 hab. | 5 385            |

## Démographie
| 1993    | 2000    | 2005    | 2007    |
| ------- | ------- | ------- | ------- |
| 122 588 | 151 963 | 178 651 | 190 636 |